# Uniform Commercial Code

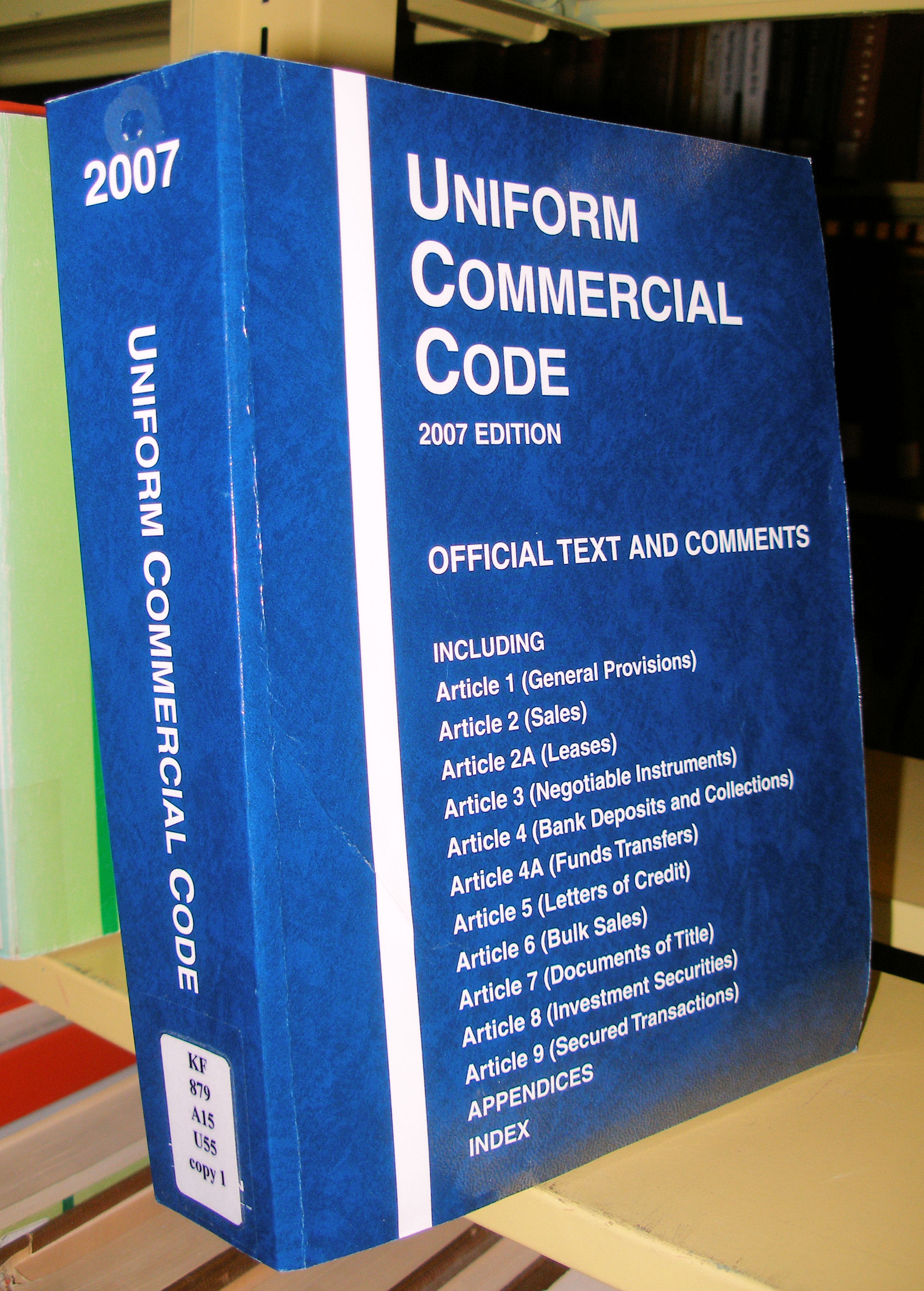
Band der 2007er-Ausgabe

Der Uniform Commercial Code (UCC) (deutsch etwa: Einheitliches Handelsgesetzbuch) ist ein Entwurf eines für das ganze Gebiet der Vereinigten Staaten von Amerika geltenden, vereinheitlichten Handelsrechts.
Mit der Ausarbeitung wurde Anfang der 1940er Jahre durch das American Law Institute, der National Conference of Commissioners on Uniform State Law sowie einigen Anwälten und Professoren begonnen. Ziel war es, durch diese Privatinitiative einen Musterentwurf für die USA zu schaffen, den die einzelnen Bundesstaaten in ihr Handelsrecht übernehmen sollten. Der erste Entwurf wurde 1950 vorgelegt und schließlich 1952 vom American Law Institute verabschiedet. Auf Grund einiger kritischer Stimmen wurde der UCC 1958 erstmals überarbeitet. Weitere Revisionen, bei denen Teile überarbeitet und neu einfügt wurden, fanden 1972 und letztlich 2003 statt.
Der UCC besteht aus 13 Artikeln, welche sich in einzelne Unterabschnitte („Parts“) untergliedern. Die Übernahme durch die Bundesstaaten konnte nur freiwillig erfolgen, da eine Gesetzgebungskompetenz des Bundes nicht besteht. Da der UCC nicht durch den amerikanischen Bundesgesetzgeber erlassen wurde, ist der UCC folglich auch nicht Federal Law (Bundesrecht). Die Staaten waren daher auch frei darin, Modifikationen vorzunehmen oder Teile gar nicht zu übernehmen. 
Fast alle Bundesstaaten haben diesen Entwurf mittlerweile weitgehend unverändert übernommenen. Einzig Louisiana hat größere Teile nicht in Kraft gesetzt, da es als einziger Bundesstaat nicht auf der englischen, sondern der französischen Rechtstradition aufbaut. Jeder einzelne Bundesstaat besitzt also weiterhin ein eigenes Handelsrecht. Da dieses jedoch auf dem UCC beruht, sind die Unterschiede zumeist nur gering. Folglich hat der UCC immerhin zu einer erheblichen Vereinfachung des US-Handelsrechts geführt. Das American Law Institute beobachtet ständig neue Entwicklungen im Handelsrecht und schlägt bei Bedarf Änderungen vor.
Trotz UCC ist weiterhin das Common Law zu beachten, da einige Teile des UCC bewusst Rechtslücken aufweisen, die mittels Common Law auszulegen sind. Urteile sind nur im jeweiligen Bundesstaat verbindlich, können aber zur Urteilsfindung in anderen Staaten herangezogen werden.